# Apatura borneana
Apatura borneana är en fjärilsart som beskrevs av Hans Fruhstorfer 1905. Apatura borneana ingår i släktet Apatura och familjen praktfjärilar. Inga underarter finns listade i Catalogue of Life.